# 에이수스 트랜스포머
에이수스 트랜스포머(Asus Transformer)는 에이수스가 설계, 제조한 2-in-1 컨버터블, 탈착식, 하이브리드 태블릿 컴퓨터 시리즈로서 2개의 주요 라인업을 이룬다.

## 에이수스 트랜스포머 패드
에이수스 트랜스포머 패드(Asus Transformer Pad)는 2-in-1 탈착식 계열로서 구글 안드로이드를 구동한다.
- 에이수스 이패드 트랜스포머 (TF101)
- 에이수스 이패드 트랜스포머 프라임 (TF201)
- 에이수스 트랜스포머 패드 TF300T (TF300T)
- 에이수스 트랜스포머 패드 인피니티 (TF700T)
- 에이수스 트랜스포머 패드 TF701T (TF701T)

## 에이수스 트랜스포머 북
에이수스 트랜스포머 북(Asus Transformer Book)은 마이크로소프트 윈도우를 구동하는 탈착식 2-in-1 계열이다.
- 에이수스 트랜스포머 북 T100 (T100) - 10.1 inch Windows 8.x 2-in-1 detachable device with Intel Atom processors.
- 에이수스 트랜스포머 북 T100 Chi (T100CHI) - 10.1 inch 1080p (1920 x 1200) Windows 8.x 2-in-1 detachable device with Intel Atom Z3775 processor.[2]
- 에이수스 트랜스포머 북 T100 Chi Signature Edition (T100CHI-D4) - Upgraded version of the T100 Chi with 10.1 inch 1080p (1920 x 1200) Windows 10, Intel Atom Z3795 and 4GB RAM and 128GB SSD. Exclusive to Microsoft Store.
- 에이수스 트랜스포머 북 T200 (T200) - 11.6 inch Windows 8.1 2-in-1 detachable with Intel Atom processors.
- 에이수스 트랜스포머 북 T300 (T300) - 12.5 inch Windows 8.x 2-in-1 detachable powered by Intel Haswell Core i processors.
- 에이수스 트랜스포머 북 트리오 (TX201LA) - 11.6 inch, detachable tablet with Android and Intel Atom processor + docking station with Windows 8 and Intel Core processor.[3]
- 에이수스 트랜스포머 북 듀엣 (TD300) - 13.3 inch, dual-boot detachable tablet with Android and Windows and Intel Core processor, similar to Asus Transformer Book Flip TP300LA. (취소됨)[4]
- 에이수스 트랜스포머 북 T101
- 에이수스 트랜스포머 미니 T102
- 에이수스 트랜스포머 북 T302
- 에이수스 트랜스포머 3

## 에이수스 트랜스포머 북 플립
에이수스 트랜스포머 북 플립(Asus Transformer Book Flip)은 마이크로소프트 윈도우를 구동하는 컨버터블 2-in-1 계열이다.
- 에이수스 트랜스포머 북 플립 TP200 - 11.6 2-in-1 PC.
- 에이수스 트랜스포머 북 플립 TP300 - 13.3 2-in-1 PC.
- 에이수스 트랜스포머 북 플립 TP500 - 15.6 2-in-1 PC.
- 에이수스 트랜스포머 북 플립 TP550 - 15.6 2-in-1 PC.